# 横浜ベイブルース
横浜ベイブルース（よこはまベイブルース）は、神奈川県横浜市に本拠地を置き、日本野球連盟に加盟している社会人野球のクラブチームである。

## 来歴
2005年オフに江藤省三がチーム作りの構想を発表、セレクションを行い2006年2月23日付けで日本野球連盟に『神奈川BBトリニティーズ』として加盟した。この年の都市対抗野球神奈川県1次予選を1位で通過して周囲を驚かせたが、2次予選では企業チームの厚い壁に阻まれた。当時は、俳優の嶋大輔が競技者登録されていた。
2007年2月8日付けで、チーム名を『横浜ベイブルース』に改称した。

## 設立・沿革
- 2005年冬：チーム発足構想発表、セレクションを実施
- 2006年：日本野球連盟に加盟、チーム名は『神奈川BBトリニティーズ』
- 2007年：チーム名を『横浜ベイブルース』に改称
- 2009年：茨城ゴールデンゴールズとイベント試合実施、江藤省三が監督を勇退
- 2010年：元読売ジャイアンツ・林千代作が監督に就任するが、一身上の都合により同年9月に退任
- 2011年：監督・四月朔日雅彦、主将・鳥海恵治にチームが一新し、スタート
- 2012年：杉山雄基が部長兼監督（選手兼任）に就任

## 主な出身プロ野球選手
- 鈴江彬（投手） - 信濃グランセローズを経て、2008年育成選手ドラフト2位で千葉ロッテマリーンズから指名
- 八木健史（捕手） - 群馬ダイヤモンドペガサスを経て、2012年育成選手ドラフト1位で福岡ソフトバンクホークスから指名
- 稲葉大樹（内野手） - 2007年新潟アルビレックス・ベースボール・クラブに途中入団し、2024年にチームのイースタン・リーグ参入に伴いプロ入り。

## 元プロ野球選手の競技者登録
- 江藤省三 - 監督→退団（元：中日ドラゴンズ、読売ジャイアンツ）
- 小川邦和 - コーチ→退団（元：広島東洋カープ、読売ジャイアンツ）
- 宮川一彦 - コーチ→退団（元：横浜ベイスターズ）
- 都築克幸 - 内野手→退団（元：中日ドラゴンズ）
- 幕田賢治 - 外野手→退団（元：中日ドラゴンズ）
- 林千代作 - 監督→退団（元：読売ジャイアンツ）
- 河村健一郎 - コーチ→退団（元：阪急ブレーブス）
- 河野博文 - コーチ→退団（元：千葉ロッテマリーンズ、読売ジャイアンツ、日本ハムファイターズ）

## 在籍していた主な人物
- 深澤季生（捕手） - 選手として在籍。石川ミリオンスターズを経て、2015年から横浜DeNAベイスターズ球団スタッフ（ブルペン捕手）。